# مخيم أشعة إكس (غوانتانامو)

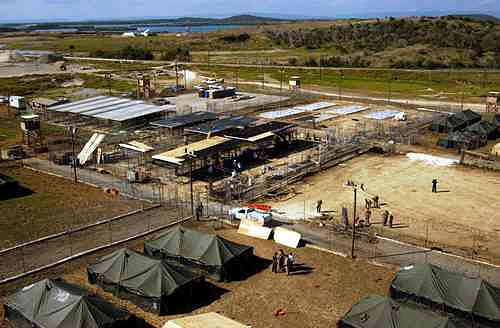
مخيم أشعة إكس في بداية إنشائه.

مخيم أشعة إكس (Camp X-Ray) كان مخيمًا مؤقتًا للمعتقلين تابع لمعتقل غوانتانامو في القاعدة البحرية في خليج غوانتانامو، حيث وصل أول عشرين معتقلًا إلى المخيم في غوانتانامو في 11 يناير 2002. واعتبارًا من 29 أبريل 2002 تم إغلاق المخيم، وتم نقل جميع المعتقلين إلى معسكر دلتا.

## خلفية

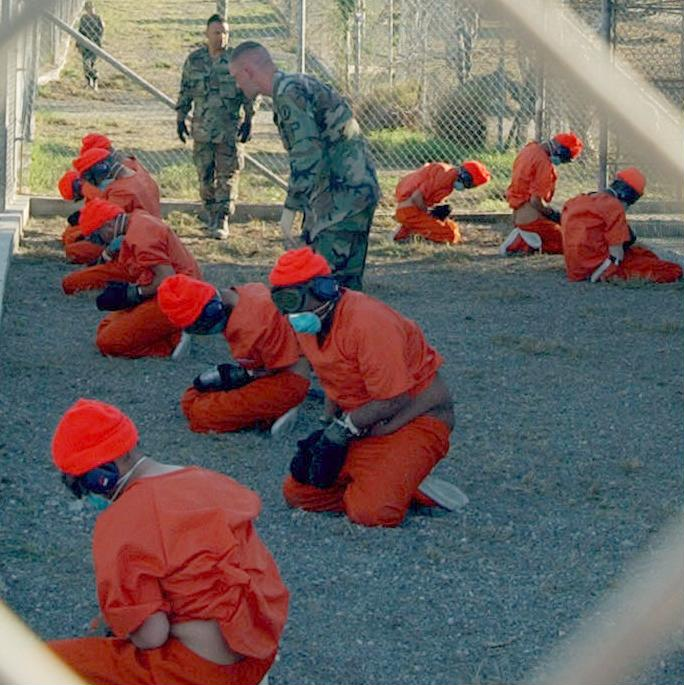
معتقلون بالزي البرتقالي أثناء وصولهم إلى مخيم أشعة إكس في يناير 2002

في أواخر 2001 أعادت الولايات المتحدة تأسيس المخيم لإيداع المعتقلين فيه، وأشرفت على المخيم قوة المهام المشتركة-160، وتولت قوة المهام المشتركة-170 إجراء استجواب المعتقلين. ذكر العديد من المعتقلين في المخيم أنهم تعرضوا للتعذيب.

## براندون نيلي
براندون نيلي هو أحد الحراس الذين عملوا في المخيم، وقد اعترف في وقت لاحق برمي المعتقلين على الأرض، وفي عام 2009 اعتذر عن معاملته للمعتقلين قائلا: «إنه لا يزال يشعر بالذنب». كما شارك في جمعية المحاربين القدماء ضد الحرب في العراق.